# Deutsche Postbank
La Postbank – eine Niederlassung der Deutsche Bank Aktiengesellschaft è la principale banca al dettaglio tedesca, nata nel 1990 da una scissione della Deutsche Bundespost. Dal 2004 è quotata alla Borsa di Francoforte e dal 2010 è controllata da Deutsche Bank.

## Storia
Il "Postscheckdienst" è introdotto nel 1909 dal Reich tedesco: istituisce conti per le operazioni di pagamento per posta e collega i servizi postali e bancari negli stati tedeschi.
Nel 1990, in seguito alla legge tedesca sulla ristrutturazione dei servizi postali ("Poststrukturgesetz") del 1989, il servizio postale tedesco (Deutsche Bundespost) è diviso in tre società: Deutsche Post, Deutsche Telekom e Postbank. Nel gennaio 1995, in seguito alla nuova legislazione sulla riforma postale ("Gesetze zur Postreform II") del 1994, Postbank diventa una società per azioni indipendente. E in seguito amplia l'attività a prestiti, assicurazioni e mutui.
Nel 1999 (e lo sarà sino al 2010) finisce sotto il controllo del gruppo Deutsche Post che detiene una partecipazione del 50% più un'azione. Nel 2003 ha 11,5 milioni di clienti, più di qualsiasi altra banca in Germania. Nel giugno 2004 è quotata alla Borsa di Francoforte facendo parte del DAX 30. Nell'ottobre 2005 acquisisce una quota del 76,4% dello specialista del finanziamento immobiliare, Beamten-Heimstättenwerk (BHW). Grazie a questa acquisizione Deutsche Postbank diventa il principale fornitore tedesco di servizi finanziari per la clientela al dettaglio.
Nel settembre 2008 il 30% del capitale è ceduto a Deutsche Bank per 2,8 miliardi di euro. La strategia di Josef Ackermann, il responsabile di Deutsche Bank, è di avere un fondo di raccolta a basso costo e ampliare la presenza nel settore del dettaglio grazie ai 1100 sportelli che operano negli uffici postali. Così due anni più tardi, nel dicembre 2010, Deutsche Bank acquisisce la quota di maggioranza arrivando poi a rilevare nel 2012 anche il residuo della partecipazione.  Alla fine il costo totale dell'acquisizione effettuata da Deutsche Bank è di 6 miliardi di euro.
All'inizio del 2015 Deutsche Bank, alle prese con una serie di scandali finanziari e in difficoltà nell'adeguarsi alla nuova regolamentazione del settore, decide di vendere Deutsche Postbank. Nell'ottobre 2016 cambio di strategia: Deutsche Postbank non è più in vendita. E alla fine del 2017 emerge un'altra ipotesi da rendere operativa nel 2018: unire Deutsche Postbank e la divisione clienti privati della casa madre Deutsche Bank in modo da dare vita nel settore commerciale ad un'unica banca con 20 milioni di clienti (privati e società) pur mantenendo separati i due marchi. Lo slogan: "one bank, two brands". Si teme il taglio di un quinto degli attuali 30.000 dipendenti di Postbank.